# Krakowskie Zeszyty Sądowe
Krakowskie Zeszyty Sądowe - biuletyn Sądu Apelacyjnego w Krakowie w sprawach karnych, wydawany od 1990 do 2020 roku przez zespół sędziów wydziału karnego tego sądu.
Miesięcznik zawierał przegląd bieżącego orzecznictwa Izby Karnej i Wojskowej Sądu Najwyższego oraz sądów apelacyjnych, był jednak przede wszystkim pierwszym miejscem publikacji prasowej orzeczeń Sądu Apelacyjnego w Krakowie i podległych mu sądów okręgowych. W czasopiśmie znajdowały się również krótkie relacje z działalności Krajowej Rady Sądownictwa oraz informacje dotyczące społeczności sędziowskiej. Każdy numer zamykała bieżąca bibliografia z zakresu prawa karnego.
Jako ostatni został wydany R. 30, 2020 nr 12 = 360.